# Pappa, jag vill ha en italienare (sång)
Pappa, jag vill ha en italienare är en sång skriven av Claes Eriksson, och utgiven på singel 1987 av Galenskaparna och After Shave. Melodin låg på Svensktoppen i sju veckor under perioden 5 juni-25 september 1988, med sjätteplats som bästa placering.
Sången är även med i filmen Stinsen brinner från 1991.
1991 spelades den även in av norska Tre små griser.

## Låtförteckning
1. Pappa jag vill ha en italienare -sång: Per Fritzell, Knut Agnred, Kerstin Granlund.
2. Tågtokig

### Fotnoter
1. ↑  ”Pappa, jag vill ha en italienare”. Svensk mediedatabas. 26 februari 1987. https://smdb.kb.se/catalog/id/001486326. Läst 16 juli 1988.
2. ↑  ”Pappa, jag vill ha en italienare”. Nostalgilistan. 26 februari 1988. https://www.nostalgilistan.se/galenskaparna-after-shave-497/pappa-jag-vill-ha-en-italienare-1723. Läst 15 juli 1988.
3. ↑  ”Pappa, jag vill vara en italienare”. Svensk filmdatabas. 26 februari 1991. http://www.svenskfilmdatabas.se/sv/item/?type=music&itemid=540672. Läst 15 juli 2018.
4. ↑  ”Pappa, jag vill ha en italienare”. Svensk mediedatabas. 26 februari 1991. https://smdb.kb.se/catalog/id/001502580. Läst 16 juli 1988.